# ホーリーピッチ

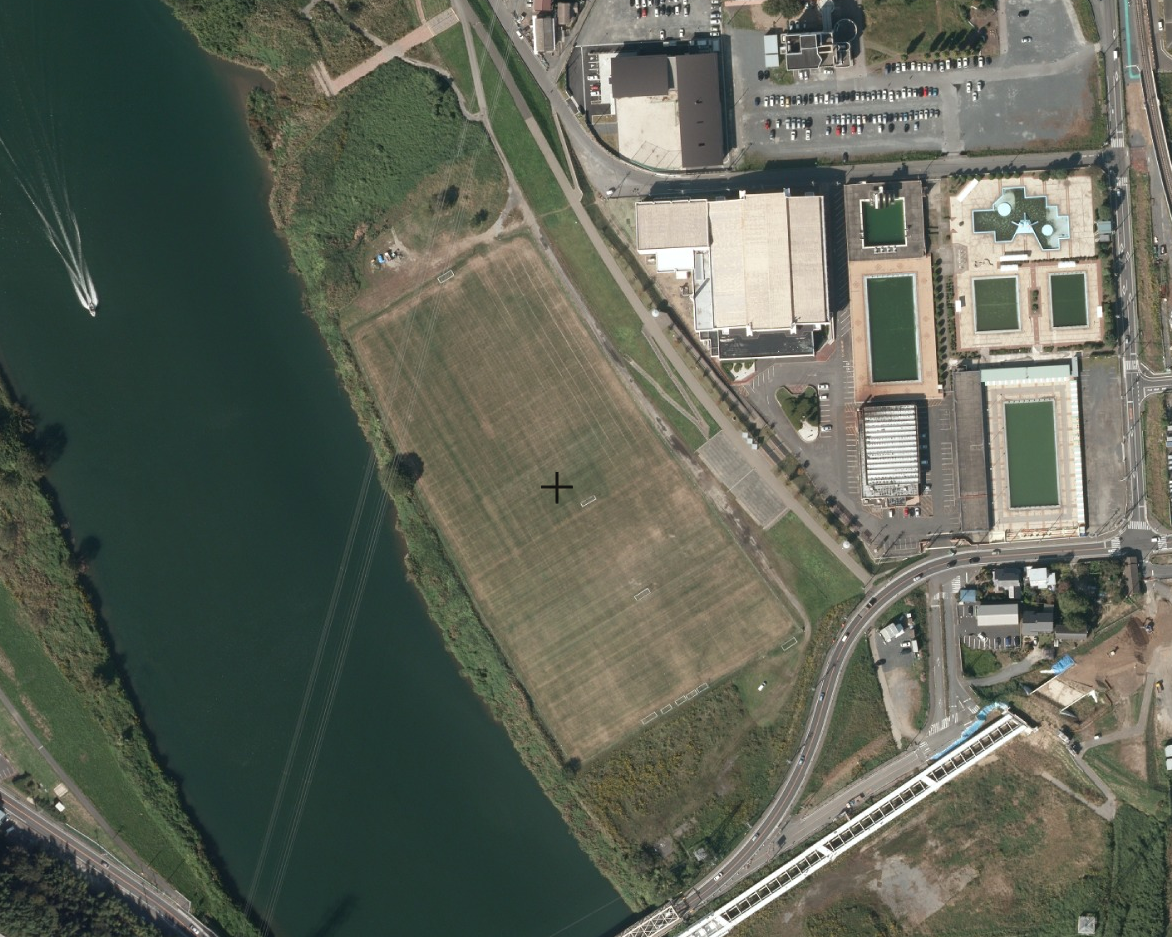
2012年のホーリーピッチ

ホーリーピッチ（hollypitch）は水戸市水府町にあるサッカー専用グラウンド「水府町グラウンド」の通称。水戸ホーリーホックの練習場として、同クラブが管理、運営を行っている。公式記録等におけるスタジアムの略称としては「水府町G」としている。

## 概要
水戸市民体育館などのある青柳公園そばの那珂川左岸河川敷に2006年7月にオープン。クラブハウスこそないものの、水戸ホーリーホックの選手が居る県施設の独身寮が隣接しており、クラブ初の専用練習場である。
敷地内には、このメインピッチの他に、B面とスタンドなしのC面が存在し、3面のピッチがある。トップチームの練習のほかにも、Jリーグユース選手権大会などの公式戦も行われている。
2011年9月、平成23年台風第15号の影響により那珂川が氾濫し、ホーリーピッチが水没した。
なお、土地が水戸市からクラブに期限付きで貸し出されたものであることや、J1ライセンス発給に必要な「クラブハウスに隣接した天然芝グラウンド」という条件を満たさないことが問題となっており、クラブでは2018年2月に、トップチームの練習場を城里町に建設された「城里町七会町民センター」（通称：アツマーレ）に移した。以後本施設は傘下のアカデミー（ユース、ジュニアユース）の練習場となっている。

## 施設概要
- 見学者用施設はない、土手のコンクリート敷に座るか、遊歩道にあるベンチで見学することになる。

## 挿話
- Jサテライトリーグを1試合だけ開催したことがある（2007年3月11日・対横浜F・マリノス戦[1]）が、その際、対戦相手である横浜FMの選手がクリアしたボールが那珂川まで飛んでしまい、川に流され紛失したことがある。